# Luverdense Esporte Clube
O Luverdense Esporte Clube (acrônimo: LEC) é uma agremiação esportiva brasileira sediada em Lucas do Rio Verde, no estado de Mato Grosso.
3 vezes campeão mato-grossense, maior campeão da extinta Copa FMF com 4 títulos e campeão invicto da Copa Verde em 2017. Atualmente disputa a elite do Campeonato Mato-Grossense e a Série D do Campeonato Brasileiro em 2025.

## História
Após a iniciativa da Federação Matogrossense de Futebol, na pessoa do presidente Dr. Carlos Orione, o prefeito municipal, Sr. Otaviano Olavo Pivetta, aceitou o convite da federação para disputar o Campeonato Mato-Grossense de Futebol de 2004. Pessoas da sociedade foram convidadas a fazer com que Lucas do Rio Verde fosse representar sua cidade no cenário futebolístico e assim surgiu a associação denominada Luverdense Esporte Clube, um clube sem fins lucrativos da sociedade Luverdense, com fundação em 24 de janeiro de 2004.
Seus mascotes são a espiga de milho e a ema.
Foi o primeiro campeão da Copa Governador de Mato Grosso, levando o título em 2004, feito que se repetiu em 2007 e 2011.
A equipe disputou a Copa do Brasil de 2010, e foi eliminada da competição pelo Coritiba, ao ser derrotada por dois placares de 1 a 0. No mesmo ano, ficou em nono na Série C  do Campeonato Brasileiro de Futebol.
O clube decidiu contra o Ituiutaba quem iria passar para a segunda fase da Série C de 2010. Bastava empatar para fazer a melhor campanha nacional de sua história, que poderia ser encerrada com um acesso para a Série B de 2011. Mas a equipe foi derrotada por 3 a 1 em Ituiutaba e eliminada ainda na primeira fase da competição.

### 2011 a 2012: Títulos estaduais e quase acesso
Em 2011, disputa novamente a Série C do Campeonato Brasileiro. O clube conseguiu passar para a segunda fase da competição ao derrotar o Águia de Marabá por 1 a 0, em Lucas do Rio Verde, sob olhares de 5.730 pagantes. Para confirmar a classificação, era preciso que o STJD negasse o recurso pedido pelo Rio Branco, após ter sido punido pelo mesmo. O Luverdense chegou a ser mencionado na segunda fase, mas com o recurso do Rio Branco, o Luver acabou eliminado. Pouco tempo depois, houve um novo julgamento e a equipe acriana foi condenada e eliminada da Série C de 2011. Um dia depois, 14 de outubro de 2011, a CBF oficializou a volta do Luverdense para a segunda fase.
No mesmo ano, foi realizada na capital do estado a primeira edição da Copa Pantanal. Um quadrangular com o Luverdense, Cuiabá Esporte Clube, Sport Club Internacional (RS) e Cruzeiro Esporte Clube (MG), onde o LEC sagrou-se campeão da competição.
A campanha nacional de 2011 foi o início de uma quebra de recordes de rivais de seu próprio estado. Disputando paralelamente com o nacional, o Luverdense é tricampeão invicto da Copa MT ao derrotar o Operário de Várzea Grande por 1 a 0, no Passo das Emas.
Na 2ª Fase, o Luverdense foi eliminado com uma campanha de 6 jogos, 3 empates e 3 derrotas. Mesmo assim, o Luverdense conquistou uma ótima campanha em nacionais, ficando com a 8ª colocação.
Ao final de 2011, a CBF divulgou um novo Ranking Nacional de Clubes para 2012, com a nova atualização o Luverdense ganhou 29 posições deixando a 185ª colocação e assumindo a 156ª posição, e consequentemente, a 5ª colocação de Times Mato-grossenses mais bem posicionados no Ranking, atrás de Mixto, União, Operário e Barra do Garças. No mesmo dia, a tabela da Copa do Brasil 2012 foi divulgada, e nela ficou decidido que o Luverdense pegaria o Paraná Clube na primeira fase da competição. Um fato curioso, onde nas duas estreias e participações do Alviverde na Copa do Brasil, em ambas pegou um time paranaense logo de cara.
No dia 7 de março de 2012, o Luverdense estreou na Copa do Brasil recebendo o Paraná Clube. O jogo de ida terminou igualado em 2 a 2, com o Paraná empatando nos últimos minutos da partida e deixando um gosto amargo para os mais de 3 mil torcedores que ali estavam no Passo das Emas. Uma semana depois, Paraná e Luverdense voltaram a se enfrentar, só que na Vila Capanema. O LEC jogou melhor no primeiro tempo inteiro, chegando a estufar as redes com Valdir Papel, mas o bandeira acabou anulando o gol. No 2º tempo, o Paraná acabou fazendo 2 a 0 e levando a classificação. A Copa do Brasil 2012 foi marcada por ser a primeira vez em que o Luverdense marcou ponto e seus gols.
Assim como em 2009, a torcida do Verdão sofreu até o último momento da final do Estadual. Na partida de ida, o Luverdense venceu o Cuiabá por 1 a 0 jogando no Passo das Emas e na volta acabou sendo derrotado com gol de Jean. Repetindo a campanha da primeira conquista, o Verdão do Norte decidiu o campeonato nos pênaltis e com uma belíssima atuação de Fernando Wellington, que defendeu os 3 pênaltis do Cuiabá, o Luverdense se sagrou Bicampeão Mato-grossense em 2012.
Por conta do imbróglio jurídico nas Séries C e D de 2012, o Luverdense aproveitou a paralisação para participar da 2ª Edição da Copa Pantanal de Futebol, que também contou com Cuiabá, Mixto e Caxias. Nas semifinais, o Luverdense goleou o Mixto por 3 a 0 com gols de Valdir Papel, Rafael Tavares (Rubinho) e Pablo. Na final, a equipe foi derrotada pelo Caxias por 2 a 0 com gols quase ao término da partida.
Classificado com 5 rodadas de antecedência no Grupo A, o Luverdense avançou como vice-líder somando 34 pontos em 18 jogos na primeira fase em um grupo com os times ditos tradicionais do Brasil, como o Fortaleza, o Paysandu, o Treze e o Santa Cruz. Na 2ª Fase, a equipe foi até Chapecó/SC enfrentar a Chapecoense e acabou sendo derrotado por 3 a 0. No jogo de volta, com uma missão quase que impossível, o Luverdense, com o apoio de 5.720 torcedores, venceu a Chapecoense por 1 a 0 e não conseguiu reverter o placar agregado do 1º jogo, sendo assim o LEC adiou mais uma vez o sonho de conquistar o acesso para a Série B do Campeonato Brasileiro. Em contrapartida, o Verdão conquistou a sua melhor campanha em Nacionais, ficando com o 6º lugar na classificação geral do campeonato.

### 2013: Acesso para Série B e boa campanha na Copa do Brasil
O Luverdense escreveu mais um importante capítulo de sua história, eliminou o Tupi-MG, com uma vitória de 3x0 em seus domínios, passando pela primeira vez em sua história da fase inicial da Copa do Brasil de 2013. Na segunda fase, o LEC enfrentou o tradicional Bahia e o eliminou em plena Arena Fonte Nova, em Salvador, isso porque, na partida de ida o Luverdense venceu por 2x0 e na volta perdeu de apenas 1x0. Na terceira fase da competição, o Luverdense eliminou o histórico Fortaleza, com um empate de 0x0 em Fortaleza, e uma vitória de 2x1 no Passo. Nas Oitavas-de-Final, o Luverdense recebeu o Corinthians, no Passo das Emas, e venceu com gol de Misael ao final da partida. Em contrapartida, no jogo da volta, o clube perdeu de 2x0 no Pacaembu e acabou eliminado da competição com uma campanha histórica e emblemática, sendo até apelidado de "Tolima do Cerrado", em analogia com a recente eliminação do clube paulistano para a equipe colombiana na Libertadores.
Sob olhares de 5.260 pessoas, o Luverdense conquistou o tão sonhado acesso para a Série B 2014 ao vencer o Caxias com duas vitórias, 2x1 em Caxias do Sul e 2x0 em Lucas do Rio Verde. Com esse feito após 18 anos, o Verdão do Norte recoloca Mato Grosso na 2ª Divisão Nacional. Na semi-final, o LEC enfrentou o Santa Cruz e foi eliminado com duas derrotas, 0x2 em Lucas do Rio Verde e 1x2 em Recife. Com o termino da temporada, o Luverdense encerrou a competição na 3ª colocação da Série C, um feito histórico para o clube que completaria 10 anos no ano seguinte.

### 2014 a 2016: Estreia na Série B e estabelecimento no cenário nacional
Em 2014, o Luverdense foi vice-campeão mato-grossense, sendo primeiro colocado no seu grupo, e posteriormente eliminando o Cacerense nas quartas-de-final, o CEOV na semi-final e parando no Cuiabá na grande finalíssima com duas derrotas por 1x0, como vice-campeão garantiu vaga na Copa do Brasil e Copa Verde 2015.
Fez a sua estreia no Campeonato Brasileiro Série B contra o Vila Nova no Estádio Serra Dourada, em Goiânia, empatando em 0x0, venceu o Vasco por 2x1 na Arena Pantanal, em Cuiabá, e estreou no Passo das Emas, em Lucas do Rio Verde, contra o Bragantino com um vitória de 2x0.
Em 2015, o Alviverde terminou com duas eliminações nas semi-finais (Copa Verde e Estadual), além de fazer uma campanha de recuperação na Série B depois de ter um início pífio. O clube alviverde encerrou com a melhor campanha de sua história; uma 10ª colocação na Série B.
Em 2016, o Luverdense foi eliminado logo de cara na Copa Verde com duas derrotas para o Vila Nova. A recuperação veio ainda no primeiro semestre com o Tricampeonato Estadual diante do arquirrival Sinop. Na Série B, o clube terminou a competição na 9ª colocação, sendo a segunda que menos perdeu em 38 rodadas, diminuição de quase 50% das derrotas nas temporadas anteriores. Com a posição citada, o LEC garantiu a sua 4ª participação na Série B do Campeonato Brasileiro em 2017.

### 2017: Rompimento de fronteiras, a primeira conquista fora do estado e o rebaixamento à Série C
O primeiro semestre de 2017 ficará marcado na história do Verdão do Norte como sendo o rompimento das fronteiras do estado de Mato Grosso com o título invicto da Copa Verde 2017, o primeiro do clube fora do solo mato-grossense. Em 8 jogos, o LEC venceu 6 e empatou outros 2, marcando 20 gols durante a competição e sofrendo apenas 7. Na finalíssima, o Luverdense encarou o velho conhecido Paysandu e buscou o empate, diante de 28 mil pagantes, após ter vencido o primeiro jogo, em Cuiabá, por 3x1. Com o título, o Alviverde garante vaga nas Oitavas da Copa do Brasil de 2018. Ainda no primeiro semestre grandioso da equipe, o Luverdense avançou até a terceira fase da Copa do Brasil 2017, enfrentando URT, Avaí e reencontrando o Corinthians, sendo eliminado pelo algoz paulista novamente, com um empate na Arena Corinthians e outra derrota na Arena Pantanal. No estadual, o clube sucumbiu nos pênaltis diante do Cuiabá em duelo das semifinais.
Na Série B, um início totalmente irregular por ter que mandar alguns jogos na Arena Pantanal por causa de obras de ampliação no Estádio Passo das Emas a pedidos da CBF, o Luverdense disputou o campeonato inteiro contra o rebaixamento e teve a sua primeira queda sacramentada na 37ª Rodada, ao empatar em 0x0 com o Guarani, em Campinas. Com o rebaixamento inédito em sua história, o Verdão do Norte retorna à Série C depois de 4 anos.

### 2018: Ano da Estabilização e Permanência na Série C
Recém-rebaixado de volta à Série C, o Luverdense viu 2018 como um ano para se estabilizar com o seu novo orçamento reduzido quanto às cotas de televisão e apoio. Com um time de maioria de atletas formados na base, a equipe de Lucas do Rio Verde disputou o Campeonato Mato-Grossense, a Copa Verde, a Copa do Brasil e a Série C. 
No primeiro semestre, o Alviverde terminou frustrado com eliminações seguidas nas semifinais do Estadual, para o Sinop, nos pênaltis, e da Copa Verde, para o Atlético Itapemirim, com duas derrotas. Porém, o primeiro semestre nem foi totalmente frustrante. Em 18 de março, o Luverdense recebeu o Sparta, de Tocantins, pela Copa Verde, e aplicou a maior goleada de sua história; 7x0 pra cima dos tocantinenses, no Passo das Emas. 
Na Copa do Brasil, o Verdão entrou diretamente nas Oitavas, como prêmio do título invicto da Copa Verde de 2017. Seu adversário sorteado foi o Santos. No primeiro jogo, na Vila Belmiro, o Luverdense acabou derrotado por 5x1, de virada. Na partida de volta, sem muitas perspectivas, a equipe de Lucas do Rio Verde derrotou a equipe paulista por 2x1, também de virada, com gols de Itaquí e Paulo Renê. 
Na Série C, após um início bem irregular, o Luverdense viu suas chances de se classificar ao mata-mata de acesso se extinguirem na penúltima rodada, ao ser derrotado pelo rebaixado Joinville, em Joinville, por 4x2. O Luver fez uma campanha de 18 jogos, 7 vitórias, 3 empates e 8 derrotas, marcando 27 gols e sofrendo 25. 

### 2019: Queda para a Série D e Tetra da Copa Mato Grosso
O ano de 2019 para o Luverdense foi cercado de muita turbulência, crise e incerteza. Após uma campanha irregular na Série C, a equipe acabou sendo rebaixada, de forma inédita, à Série D de 2020 com 13 pontos conquistados em 18 jogos, sendo 1 vitória, 10 empates e 7 derrotas. Somando a segunda pior campanha geral da competição.
No primeiro semestre, o destaque da temporada do Luverdense foi a Copa do Brasil. Após eliminar Corumbaense e Figueirense, o Verdão jogou de igual contra o Fluminense, somando um empate sem gols em Lucas do Rio Verde e uma derrota de 2x0, no Maracanã, no Rio de Janeiro. Foi a primeira exibição do clube no estádio histórico do futebol brasileiro.
No segundo semestre, ainda ferido pela queda, o Luverdense triunfou pela quarta vez na Copa Mato Grosso. Após derrotar o Cuiabá nos pênaltis, o LEC garantiu um alívio para o ano turbulento e ainda garantiu vaga na Copa do Brasil de 2020.

### 2020 - 2023: Uma nova diretoria, um novo recomeço
O 2020 do Luverdense iniciou com uma reformulação total. Com o fim do mandato do ex-presidente, Helmute Lawisch, o clube iniciou uma campanha pelas redes sociais em busca de apoio e patrocínio para a temporada. Surpreendentemente o pedido ganhou proporção e teve resultado benéfico. Guilherme Lawisch, filho do ex-presidente, se tornou o novo mandatário do clube com uma nova diretoria e novos planos para um recomeço do clube: "Queremos resgatar a paixão do torcedor pelo Luverdense", disse em entrevista de posse. Agora, sob comando do ex-jogador, e agora técnico, Zé Roberto, o Luverdense se prepara para disputar as competições de 2020 e trilhar novamente o caminho traçado no passado. 
No dia 14 de agosto de 2020 o clube comunicou que desistiria de disputar a Série D por conta dos números de casos de coronavírus em competições que haviam sido retomadas.  
Entre os anos de 2020 e 2023, o Luverdense investiu bastante na reestruturação interna do clube tendo, inclusive, recuperado o programa de categoria de base "Ninho da Ema" para atender crianças e adolescentes no incentivo ao esporte, em parceria com a Secretaria de Esportes da Prefeitura de Lucas do Rio Verde. Durante o período, o Verdão do Norte chegou nas semifinais do Campeonato Mato-Grossense em 2020, 2022 e 2023, batendo na trave de retornar ao cenário nacional. 
Em 28 de dezembro de 2022, Aluizio Bassani foi eleito presidente do Luverdense Esporte Clube para o triênio 2023-2025. 

### 2024: 20 anos de existência e o retorno ao Campeonato Brasileiro
Entre o segundo semestre de 2023 e o início da temporada de 2024, a diretoria do Verdão do Norte traçou como principal objetivo devolver o Luverdense ao Campeonato Brasileiro, investir na estrutura e zerar as dívidas. Para isso, contou com a chegada do gerente de futebol João Goularte e da comissão técnica liderada por Evaristo Piza, experiente treinador do futebol brasileiro. No Campeonato Mato-Grossense, a equipe terminou a primeira fase na 3ª posição, com 17 pontos ganhos, tendo o direito de disputar o mata-mata diante do Nova Mutum. Nas quartas, com um empate em Nova Mutum e uma vitória em Lucas do Rio Verde, o Verdão do Norte avançou às semifinais para encarar o Cuiabá, que acabou levando a melhor nos dois jogos. 

Como o regulamento previa a disputa do terceiro lugar devido à presença do Cuiabá na final do Estadual, Luverdense e Mixto decidiram a vaga na Série D de 2025. Na partida de ida, com o gol do artilheiro do campeonato Joãozinho, o Verdão do Norte saiu em vantagem. Na volta, em 5 de abril de 2024, o Verdão do Norte garantiu o retorno ao Campeonato Brasileiro após 6 anos longe ao empatar com a equipe da capital em 1x1, no Passo das Emas. O gol da partida foi anotado por Alan Bald, após uma bela assistência de Vitinho, outro destaque da campanha que recolocou o alviverde no cenário nacional. 

Antigo escudo

## Títulos
| REGIONAIS | REGIONAIS                 | REGIONAIS | REGIONAIS               |
|           | Competição                | Títulos   | Temporadas              |
| --------- | ------------------------- | --------- | ----------------------- |
|           | Copa Verde                | 1         | 2017                    |
| ESTADUAIS |                           |           |                         |
|           | Competição                | Títulos   | Temporadas              |
|           | Campeonato Mato-Grossense | 3         | 2009, 2012 e 2016       |
|           | Copa FMF                  | 4         | 2004, 2007, 2011 e 2019 |

Notas
 Campeão invicto

### Categorias de base
| ESTADUAIS | ESTADUAIS                        | ESTADUAIS | ESTADUAIS   |
|           | Competição                       | Títulos   | Temporadas  |
| --------- | -------------------------------- | --------- | ----------- |
|           | Campeonato Mato-Grossense Sub-19 | 2         | 2014 e 2015 |
|           | Campeonato Mato-Grossense Sub-17 | 1         | 2017        |
|           | Campeonato Mato-Grossense Sub-15 | 1         | 2016        |

## Estatísticas

### Participações
|  | Participações em 2025 |

| Competição  | Competição                | Temporadas | Melhor campanha                | Estreia | Última | P | R |
| Mato Grosso | Campeonato Mato-Grossense | 22         | Campeão (3 vezes)              | 2004    | 2025   |   | – |
| Mato Grosso | Copa FMF                  | 12         | Campeão (4 vezes)              | 2004    | 2024   |   |   |
|             | Copa Verde                | 9          | Campeão (2017)                 | 2015    | 2025   |   |   |
| Brasil      | Série B                   | 4          | 9º colocado (2016)             | 2014    | 2017   | – | 1 |
| Brasil      | Série C                   | 9          | 3º colocado (2013)             | 2005    | 2019   | 1 | 1 |
| Brasil      | Série D                   | 1          | 21º colocado (2025)            | 2025    | 2025   | – |   |
| Brasil      | Copa do Brasil            | 9          | Oitavas de final (2013 e 2018) | 2010    | 2021   |   |   |

## Rivalidades
O Luverdense possui rivalidades com:
Sorriso (Clássico da Soja)
22 Jogos, 16 vitórias do Luverdense, 04 empates e 02 vitórias do Sorriso. São 46 gols pró-Luverdense contra 21 pró-Sorriso.
- Luverdense jamais empatou ou perdeu jogando no Passo das Emas.
- A maior goleada aconteceu em 2012; Luverdense 4x1 Sorriso (Estadual).
- O jogo com maior número de gols aconteceu em 2014; Luverdense 4x4 Sorriso (Estadual).

Último Confronto → Luverdense 1x0 Sorriso (Copa FMF 2015).
•Cuiabá (Clássico do Ouro-Verde )
56 Jogos, 15 vitórias do Luverdense, 15 empates e 26 vitórias do Cuiabá. São 54 gols pró-Luverdense contra 75 pró-Cuiabá.
- Luverdense foi campeão diante do Cuiabá na Copa Mato Grosso de 2004. Total agregado de 7x2 para o clube de Lucas.
- Luverdense foi campeão do Estadual 2012. Em decisão por pênaltis, após o agregado de 1x1, o LEC levou o bi na Capital.
- Cuiabá foi campeão do Estadual 2014. Com duas vitórias por 1x0, o Dourado faturou o primeiro título diante do maior rival.
- Luverdense foi campeão da Copa Mato de 2019 ao derrotar o Cuiabá nos pênaltis, por 4x3. No tempo normal, 1x0 em Cuiabá e 2x1 em Lucas
- Luverdense e Cuiabá já se enfrentaram 4 vezes pela Série C. O clube da capital jamais venceu, são 3 vitórias para o LEC e 1 empate. O último aconteceu em 2013 e com a vitória do Verdão do Norte por 2x1, no Dutrinha, em Cuiabá.
- Em 2016, os rivais emergentes se encontraram pela Semi da Copa Verde, na ocasião deu Cuiabá com uma vitória em LRV e um empate na capital.
- As maiores goleadas aconteceram em:
2004 - Cuiabá 1x6 Luverdense (Copa FMF)
2023(2x) - Cuiabá 5x0 Luverdense(Campeonato Mato-Grossense)

Última Partida → Cuiabá 4x3 Luverdense (Campeonato Mato-Grossense 2024).
Sinop (Clássico do Norte)
38 Jogos, 18 vitórias do Luverdense, 10 empates e 10 vitórias do Sinop. São 53 gols pró-LEC contra 29 pró-Sinop
- Depois de anos de soberania da capital em finais, Luverdense e Sinop levaram a final do Estadual 2016 para o interior. Deu LEC com uma vitória em Sinop e um empate em Lucas.
- A maior goleada aconteceu em 2011; Luverdense 7x0 Sinop (Copa FMF).

Última Partida → Luverdense 3x1 Sinop (Campeonato Mato-Grossense 2021).
Nova Mutum (Clássico dos Grãos):
13 Jogos, 4 vitórias do Luverdense, 3 empates e 6 vitórias do Nova Mutum.São 8 gols pró-LEC e 13 gols pró-Nova Mutum. 
Última Partida → Luverdense 1x0 Nova Mutum (Campeonato Mato-Grossense 2024).

## Sedes e estádios

### Passo das Emas
O Estádio Municipal Passo das Emas é um estádio de futebol da cidade de Lucas do Rio Verde, no interior do estado de Mato Grosso. O Luverdense Esporte Clube manda seus jogos neste estádio, que tem capacidade para aproximadamente 10.000 pessoas.[1] O seu nome foi instituído conforme Lei Municipal nº 1038/2004 da , é conhecido como "Passos da Ema".
Reformado para atender as exigências da CBF para a disputa da Série B 2017, o Passo das Emas vem se mostrando um importante aliado ao Luverdense, com 276 jogos realizados desde a sua fundação, o Verdão do Norte ganhou 178 vezes, empatou 62 e perdeu apenas 36, sendo 550 gols marcados contra 233 sofridos. (atualizado em 27/07/2017)
Até então, o público recorde aconteceu nas Oitavas da Copa do Brasil 2013, quando o LEC derrotou o Corinthians por 1x0 sob olhares de 10.180 pessoas.